# California (ligne bleue du métro de Chicago)
Pour les articles homonymes, voir California.
Ne doit pas être confondu avec California (ligne rose du métro de Chicago) ou California (ligne verte du métro de Chicago).
California est une station aérienne de la ligne bleue du métro de Chicago. Elle a ouvert ses portes en 1895 sur le tronçon de la Milwaukee Elevated inauguré par la Metropolitan West Side Elevated vers Logan Square.

## Description
Construite sur base des plans de l’architecte Jonathan Clarck, c’est une station typique de celles de la Garfield Park Branch démolies en 1953, elle est composée de deux quais et conserve sa forme d’origine même si elle a subi en 1990 et en 2008 des rénovations de sa structure.
California et Forest Park sont les deux seules stations de la ligne bleue à ne pas être situées sur un terre-plein central d'autoroute, ni souterraines. Ces stations de la ligne aérienne longeant Milwaukee Avenue sont également les deux seules de la ligne bleue à disposer de quais latéraux, car toutes les stations de métro et d'autoroute de la ligne utilisent des quais centraux.
1 126 328 passagers l’ont utilisée en 2008.
La station a été fermée en septembre et octobre 2014 pour d'importants travaux de rénovation, mais les plans de rénovation ne prévoyaient pas de réaménagement de l'arrêt pour rendre le quai surélevé accessible aux voyageurs handicapés. La cérémonie de réouverture, le 16 octobre, s'est déroulée en présence de personnalités telles que le maire de Chicago Rahm Emanuel et le sénateur Dick Durbin.

## Les correspondances avec lebus
Avec les bus de la Chicago Transit Authority :
- #52 Kedzie/California
- #56 Milwaukee

## Dessertes
| Nord/Ouest               |  |             |  | Sud/Est                  |
| ------------------------ |  | ----------- |  | ------------------------ |
| Logan Square vers O'Hare |  | ligne bleue |  | Western vers Forest Park |
| modifier sur Wikidata    |  |             |  |                          |